# Бијела (Ен)
Бијела (фр. Buellas) је насељено место у Француској у региону Рона-Алпи, у департману Ен.
По подацима из 2011. године у општини је живело 1694 становника, а густина насељености је износила 165,92 становника/km².

## Демографија
| 1962. | 1968. | 1975. | 1982. | 1990. | 2011. |
| ----- | ----- | ----- | ----- | ----- | ----- |
| 669   | 687   | 792   | 1.006 | 1.162 | 1.694 |